# Carlos Cordovez Borja

Escudo de armas del Ducado de Gandía de los Borja o Borgia

Carlos Enrique José María Cordovez Borja (n. Riobamba, 18 de octubre de 1888 – f.  Estados Unidos de Norte América, 21 de septiembre de 1972) fue un pionero de la radiodifusión en el Ecuador, ingeniero electricista, empresario, mecenas e inventor ecuatoriano, hijo de Jorge Cordovez Ricaurte y Leticia Borja León, descendiente directa de Juan de Borja y Enríquez de Luna, III duque de Gandía y Juana de Aragón y Gurrea; el primero, nieto del papa Alejandro VI (Rodrigo de Borja); la segunda, nieta del rey Fernando II de Aragón, descendiente de los reyes de Navarra y la corona de Aragón.

## Biografía
A la edad de 7 años, fue enviado a estudiar en un colegio de Austria.

### Primer ingeniero electricista del Ecuador
Cursó su educación superior la en la Universidad de Yale, en la cual se graduó de ingeniero electricista, en 1910, pasando a constituirse en el primer ecuatoriano titulado en dicha profesión, habiéndose especializado en radiotelegrafía. Para aquel entonces, además de su lengua nativa el español, hablaba ya, perfectamente, los idiomas inglés y alemán.
Durante su ciclo universitario en los Estados Unidos de Norte América, tuvo ocasión de seguir muy de cerca las pruebas de emisión de radio que se realizaron en los iniciales años del siglo XX y haber obtenido varias patentes de invención.

## Retorno al Ecuador
Volvió al Ecuador como Gerente de la General Electric de Guayaquil.
En 1914 fue contratado para instalar las máquinas que dieron luz eléctrica a la ciudad de Cuenca.
En mayo de 1915, el concejo de Riobamba lo nombró miembro de la comisión técnica para examinar el proyecto de posible compra de la planta eléctrica de la ciudad.
En mayo de 1919, nuevamente el concejo de Riobamba le hizo una consulta, para que informara sobre el peligro de conducir fuerza eléctrica sobre alambre sin aislar. Prestando, además colaboración en otros asuntos de carácter técnico.
En 1925, el concejo de Riobamba le encargó, esta vez, la medición del pavimento del parque "Sucre".

## Funda la fábrica de tejidos "El Prado"
En 1918, adquirió la fábrica de tejidos "El Prado"; la cual, además de haberla mantenido como un centro fabril, la convirtió en un sitio de acceso al fomento del arte, del deporte y de otros servicios comunitarios, como la dotación de energía eléctrica a Riobamba, dado que su planta eléctrica llamada "La Leticia", que asentada junto al río Chambo, cerca de dicha ciudad, no solamente era utilizada para proporcionar de aquella energía a la planta industrial sino también, de manera ocasional, a la mencionada localidad.

## Pionero de la radiodifusión en el Ecuador
Fue el creador de la primera estación de radio del Ecuador, en la ciudad de Riobamba, a la que denominó “El Prado”. Para lo cual construyó, personalmente, un transmisor de 50 vatios de potencia, de onda corta. 
El 27 de febrero de 1925, ocupándose de todos los asuntos técnicos, realizó la primera emisión de prueba de la estación radiodifusora, entre el Colegio "San Felipe" y el local de su planta fabril "El Prado". Contando con la colaboración, para ello, del jesuita Carlos Almeida.
El jueves 13 de junio de 1929, a las 9 de la noche inició oficialmente las emisiones radiales. Habiendo presenciado dicho acto, entre otros testigos, Alberto Enríquez Gallo, quien en aquel entonces era coronel y jefe de la zona militar en Riobamba, el mismo que luego pasó a ser general y se convertiría en el Jefe Supremo de Gobierno del Ecuador.
Las siguientes trasmisiones radiales las realizó una vez por semana, los jueves, desde las 9 de la noche.
En la período de los años 30 del siglo XX, su emisora fue considerada la más potente de América del Sur, operando en la onda de 45.31 metros, y en 6. 618 kilociclos.
Según el historiador doctor Carlos Ortiz Arellano, en el estudio de grabación  de la radiodifusora “El Prado””  confluyeron los más conspicuos artistas ecuatorianos de la época, intérpretes  del pasillo y del albazo, para grabar sus primeros discos. Siendo, de ellos, la más famosa, la cantante Carlota Jaramillo, quien grabó en dicho estudio su primer disco.

## Últimos años y fallecimiento
Mantuvo la estación de radiodifusión “El Prado” hasta 1939, año en que se trasladó a Estados Unidos de Norte América.
En 1942 retornó al Ecuador, vendió la fábrica de tejidos "El Prado" y pasó a radicarse en Conocoto.
En 1965, nuevamente viajó a Estados Unidos de América, en donde murió el 21 de septiembre de 1972.

## Matrimonio y descendencia
Contrajo nupcias, el 20 de febrero de 1922, en Quito con Judith León Nolivos, natural de dicha ciudad, procreando a Magdalena Cordovez León.

## Inventor
Creó una válvula para equipo receptor de radio, una antena de tubos en estrella, un micrófono de cinta.
Varias de sus invenciones fueron compradas por la empresa RCA de Estados Unidos de Norte América y patentadas por aquella, las cuales fueron el inicio de la radiodifusión en frecuencia modulada.

## Mecenas
Según narraciones de los artistas y músicos que estuvieron junto a él, en radio “El Prado”,  fue mucho más allá que un técnico, inventor y empresario; pues ofrecía apoyo a los artistas, no solamente facilitándoles las grabaciones, sino también ayudándolos moral y económicamente; convirtiéndose, además, en su director artístico al asumir tareas como el control para el buen desempeño de los cantantes y el de la eficacia de su acompañamiento musical, en procura de la mejor producción y  calidad en sus grabaciones.